# Sun Cruise Resort & Yacht
Le Sun Cruise Resort & Yacht est un complexe hôtelier situé à Jeongdongjin, sur la côte est de la Corée du Sud.
Conçu à l'image d'un navire de croisière, vraisemblablement de la classe Sovereign de la Royal Caribbean International (RCI), l'hôtel mesure 165 mètres de long et 45 mètres de haut et donne sur la station balnéaire.

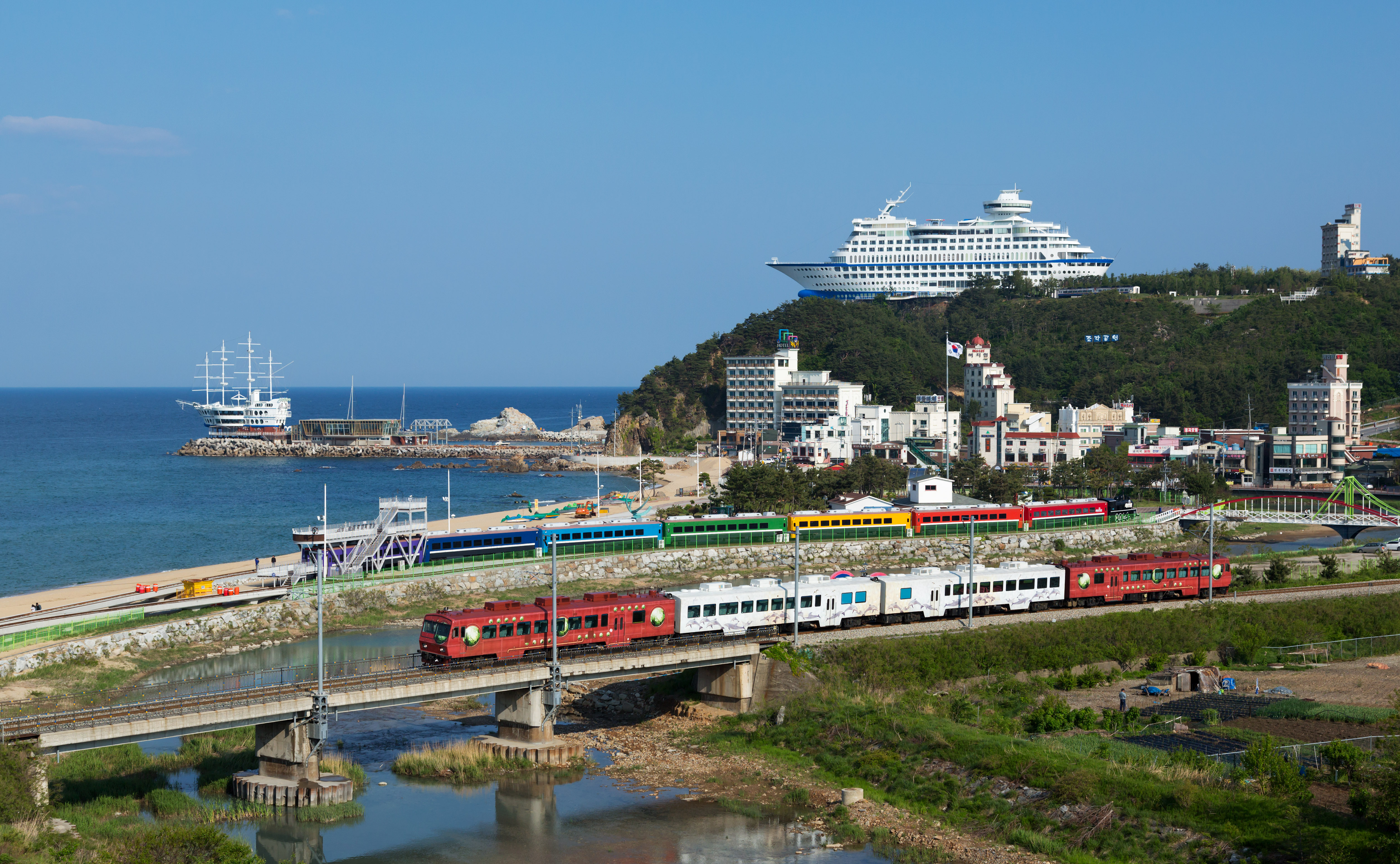
Le Sun Cruise Resort & Yacht.